# Carl Wieman
Carl Edwin Wieman (født 16. marts 1951) er en amerikansk fysiker og underviser på Stanford University. Mens han arbejdede på University of Colorado Boulder syntetiserede han og Eric Allin Cornell det første sande Bose-Einstein-kondensat i 1995, og i 2001 modtog de den ene halvdel af nobelprisen i fysik, mens Wolfgang Ketterle modtog den anden halvdel for yderligere studier af fænomenet. Wieman er ansat som Professor of Physics and Professor in the Stanford Graduate School of Education samt DRC Professor på Stanford University School of Engineering.